# シカクナマコ
シカクナマコ（学名：Stichopus chloronotus）は、シカクナマコ科に分類されるナマコの一種。インド太平洋に広く分布し、個体数も豊富である。

## 分布と生息地
紅海と東アフリカからマダガスカル、セーシェル、コモロ、レユニオンを経て、オーストラリア、インドネシア、中国、日本、グアム、フィジー、トンガ、サモアまで、インド太平洋に広く分布する。日本では奄美大島以南で見られる。沿岸の砂地や藻場、礁原の外側にある岩礁の浅瀬に生息し、水深約12メートルまでの瓦礫の上でも見られる。

## 形態
体長25センチメートルに達する大形の種である。体は硬いが柔軟性があり、断面は名前の通り四角形である。皮膚は滑らかだが、多数の円錐状の突起が縦に並んでおり、下側の側面角ではより大きくなっている。体色は濃い黒緑色で、突起の先端は黄色や赤色である。

## 生態
触手で海底の堆積物をあさり、植物や動物の残骸、細菌、原生生物、珪藻、排泄物などのデトリタスやその他の有機物を食べる。その過程で大量の砂を飲み込むため、海底をかき混ぜて通気させる重要な役割を果たしている。
横分裂によって無性生殖し、新たに生まれた2個体は、それぞれ失われた部分を再生する。有性生殖も可能である。触られるなどして刺激を受けると、溶けたように柔らかくなる。

## 人との関わり
食用として重要な種では無いが、一部地域ではマナマコの代用として捕獲されることがある。分布域は広く、個体数も多いため、国際自然保護連合のレッドリストでは低危険種に指定されている。インドのラクシャディープ諸島にあるDr. K.K. Mohammed Koya Sea Cucumber Conservation Reserveなど、いくつかの保護区に生息している。